# Stephanov kvintet
Stephanov kvintet v ozvezdju Pegaza je vidni skupek petih galaksij, od katerih jih štiri tvori prvo odkrito strnjeno galaktično skupino. Skupino je odkril Édouard Jean-Marie Stephan 22. septembra 1877 na Observatoriju v Marseillu. Skupino so od vseh strnjenih galaktičnih skupin največ raziskovali. Najsvetlejša članica vidnega skupka je spiralna galaksija NGC 7320 z obsežnimi področji H II, ki se kažejo kot rdeči mehurji, kjer v veliki meri nastajajo nove zvezde.